# Buque escuela Esmeralda
El buque escuela Esmeralda es un buque de instrucción de la Armada de Chile de construcción española. Es el sexto buque chileno bajo el nombre Esmeralda, aunque coloquialmente se le conoce como «La dama blanca». Actualmente es el tercer velero más grande del mundo (considerando el puntal y la eslora), junto con su gemelo perteneciente a la Armada Española, el Juan Sebastián de Elcano.
Su nombre honra tanto a la fragata Esmeralda —navío de la escuadra española capturado en El Callao la noche del 5 de noviembre de 1820, por el almirante Lord Thomas Alexander Cochrane— como a la corbeta Esmeralda —navío al mando del comandante Arturo Prat Chacón, muerto gloriosamente en el Combate Naval de Iquique—. 
Los oficiales egresados de la Escuela Naval Arturo Prat y las 70 primeras antigüedades del Personal de Mar egresados de la Escuela de Grumetes Alejandro Navarrete Cisterna realizan el Crucero de Instrucción a bordo del buque escuela por el plazo de un año.

## Historia

### Construcción
En 1946 España ordenó al astillero Echevarrieta y Larrinaga de Cádiz, propiedad de Horacio Echevarrieta, la construcción de una embarcación gemela del Buque Escuela Juan Sebastián de Elcano —como reemplazo del segundo buque escuela de la Armada Española, el Galatea—, siguiendo los planos desarrollados por el ingeniero Juan Antonio Aldecoa y Arias. Este nuevo barco llevaría el nombre de Buque Escuela Juan de Austria.
El 18 de agosto de 1947, el astillero Echevarrieta y Larrinaga fue destruido tras la explosión de la Base de Defensas Submarinas de España. El Gobierno de España, en forma de ayuda, se hizo cargo de las deudas acarreadas por la explosión y creó la Sociedad de Astilleros de Cádiz S.A., dependientes de la Empresa Nacional Bazán. El trabajo sobre el barco quedó temporalmente detenido. En 1950 Chile y España entraron en negociaciones para saldar las deudas contraídas con Chile como consecuencia de la guerra civil española. Chile aceptó el barco inacabado como parte del pago y, en 1951, los trabajos se reanudaron con algunas modificaciones en la estructura, que lo diferencian del buque escuela español. 
A las 13:30 horas del 12 de mayo de 1953, se realizó la botadura desde las gradas de la Sociedad de Astilleros de Cádiz S.A. Posteriormente, se llevó a cabo el bautizo de la nave; Raquel Vicuña de Orrego, esposa de Fernando Orrego Vicuña (encargado de negocios de Chile), ofició de madrina en la ceremonia en que el buque fue bendecido por el obispo Tomás Gutiérrez. El buque fue entregado al Gobierno chileno el 15 de junio de 1954, cuando hizo el recibimiento el embajador de Chile en España, Óscar Salas Letelier. Desde entonces, han sido numerosos los cursos de guardiamarinas, marineros, cadetes y grumetes que han navegado en sus cubiertas en diversos cruceros de instrucción.
Durante sus años de navegación ha recalado en más de 300 puertos de todo el mundo, correspondiéndole una destacada participación en su calidad de Buque Escuela y Embajada flotante, recibiendo en su cubierta fraternal la visita de jefes de Estado, diplomáticos, jefes militares, medios de comunicación y público en general.
Ha participado en las Operaciones Vela de Nueva York en 1964, 1976 y 1989; en la Osaka World Sail en 1983 y en las Regatas Internacionales de Veleros realizadas en 1964, 1976, 1982 y 1990, ganando el trofeo "Cutty Sark" en estas dos últimas.
Durante sus cruceros batió el récord mundial de velocidad media para este tipo de buque: 16 nudos durante una singladura. Tiene una superficie vélica de 2852 m² y 29 velas, clasificadas en 6 foques, 4 cuadras, 5 estayes, 3 cangrejas, 3 escandalosas y 8 rastreras. La altura de palos es de 48,5 m. Ha sido modernizado en varias oportunidades, incluyendo tres cambios de motor.

### Centro de detención y tortura durante la dictadura militar
Tras el golpe de Estado del 11 de septiembre de 1973, el Buque Escuela Esmeralda fue utilizado como centro de detención y tortura. Fondeado en la bahía del puerto de Valparaíso, recibió a un centenar de personas, entre ellas el sacerdote chileno-inglés Miguel Woodward, posteriormente desaparecido. Esta situación ha sido tenida presente por organizaciones defensoras de los Derechos Humanos, que han realizado actos de protesta en los puertos donde ha recalado durante sus cruceros de instrucción. El Comandante en Jefe de la Armada, Rodolfo Codina Díaz, ha hecho declaraciones en el sentido de querer celebrar un acto de desagravio en el buque recordando dichos crímenes.

### Regata Bicentenario
Para celebrar el Bicentenario de las respectivas Primera Junta Nacional de Gobierno, las Armadas de Chile y Argentina se unieron en la organización del encuentro y regata internacional de grandes veleros Velas Sudamérica 2010.
El evento reunió a varios de los más grandes veleros del mundo. Bergantines, goletas y fragatas, tanto civiles como militares, de distintos países de América y Europa, que navegaron durante cinco meses en una travesía de conmemoración y amistad por los mares de América del Sur y del Caribe, donde el buque escuela Esmeralda tiene una connotada participación por pertenecer a uno de los países organizadores.
Embarcaciones participantes
- Capitán Miranda – Uruguay
- NVe Cisne Branco – Brasil
- ARM Cuauhtémoc – México
- Esmeralda – Chile
- Europa – Holanda
- ARC Gloria – Colombia
- BAE Guayas– Ecuador
- Juan Sebastián Elcano – España
- ARA Libertad – Argentina
- NRP Sagres – Portugal
- ARBV Simón Bolívar – Venezuela
- USCGC Eagle - Guardia Costera de Estados Unidos

## Comandantes del Buque EscuelaEsmeralda
Los siguientes han sido los comandantes del buque escuela Esmeralda, en negrita aparecen aquellos comandantes que posteriormente llegaron a ser Almirantes de la Armada de Chile:
- 1953-1954: Capitán de Navío Horacio Cornejo Tagle
- 1955: Capitán de fragata Víctor Wilson Amenábar
- 1956: Capitán de fragata Jorge Swett Madge
- 1957: Capitán de fragata Roberto De Bonnafos V.
- 1958: Capitán de fragata Raúl Montero Cornejo
- 1959: Capitán de fragata Jorge Román Pérez
- 1960: Capitán de fragata Patricio Carvajal Prado
- 1961: Capitán de fragata Ramón Aragay Boada
- 1962: Capitán de fragata Daniel Arellano McLoud
- 1963: Capitán de fragata Hugo Cabezas Videla
- 1964: Capitán de fragata Pablo Weber Munnich
- 1965: Capitán de fragata Bruno Klaue Fuchslocher
- 1966: Capitán de fragata Roberto Kelly Vásquez
- 1967: Capitán de fragata Hugo Oyarzún Ramm
- 1968: Capitán de fragata Carlos Fanta Núñez
- 1969-1970: Capitán de fragata Christian Storaker Pozo
- 1971: Capitán de Navío Ernesto Jobet Ojeda
- 1972: Capitán de Navío Raúl López Silva
- 1973: Capitán de Navío Jorge Sabugo Silva
- 1974: Capitán de fragata Pedro Romero Julio
- 1975: Capitán de Navío Julián Bilbao Mendezona
- 1976: Capitán de Navío John Martin Reynold
- 1977: Capitán de Navío Jorge Davanzo Cintolessi
- 1978: Capitán de Navío Víctor Larenas Quijada
- 1979: Capitán de fragata Sergio O'Ryan Rocuant
- 1980: Capitán de Navío Mario Ibarra Valenzuela
- 1981: Capitán de fragata Pedro Anguita Izquierdo
- 1982: Capitán de fragata Walter Roehrs Bello
- 1983: Capitán de fragata Carlos Perey Opazo
- 1984: Capitán de fragata Guillermo Concha Boisier
- 1985: Capitán de fragata Hernán Couyoumdjian Bergamali
- 1986: Capitán de fragata Andrés Swett Serrano
- 1987: Capitán de fragata Juan Wichmann Goldmann
- 1988: Capitán de Navío Hugo Bruna Greene
- 1989: Capitán de Navío Onofre Torres Colvin
- 1990: Capitán de Navío Eduardo Schnaidt Parker
- 1991: Capitán de Navío Rodolfo Camacho Olivares
- 1992: Capitán de Navío Jorge Arancibia Clavel
- 1993: Capitán de Navío Felipe Howard Brown
- 1994: Capitán de Navío Eduardo García Domínguez
- 1995: Capitán de Navío Raúl Silva Gordon
- 1996: Capitán de Navío Rodolfo Soria-Galvarro D.
- 1997: Capitán de Navío Arturo Ojeda Zernott
- 1998: Capitán de Navío Percy Richter Silberstein
- 1999: Capitán de Navío Luis Clavel Matzen
- 2000: Capitán de Navío Edmundo González Robles
- 2001: Capitán de Navío Gonzalo López Pérez
- 2002: Capitán de Navío Enrique Larrañaga Martin
- 2003: Capitán de Navío José Miguel Romero Aguirre
- 2004: Capitán de Navío Antonio Idiaquez Bengoechea
- 2005: Capitán de Navío Jorge Ibarra Rodríguez
- 2006: Capitán de Navío Osvaldo Schwarzenberg Ashton
- 2007: Capitán de Navío Humberto Ramírez Navarro
- 2008: Capitán de Navío Víctor Zanelli Suffo
- 2009: Capitán de Navío Pablo Lubascher Correa
- 2010: Capitán de Navío Ignacio Mardones Costa
- 2011: Capitán de Navío William Corthorn Rodríguez
- 2012: Capitán de Navío Guillermo Lüttges Mathieu
- 2013-2014: Capitán de Navío  Juan Andrés de la Maza Larraín
- 2015: Capitán de Navío Carlos Fiedler Pinto
- 2016: Capitán de Navío Carlos Schnaidt Mecklenburg
- 2017: Capitán de Navío Patricio Espinoza Sapunar
- 2018: Capitán de Navío Sebastián Gutiérrez Casas
- 2019: Capitán de Navío Claudio Maldonado Naveas
- 2020: Capitán de Navío Mauricio Arenas Menares
- 2021: Capitán de Navío Oscar Manzano Sanguinetti
- 2022-2023: Capitán de Navío Juan Soto Herrera
- 2024: Capitán de Navío Fernando Méndez Cañas